# 駒田圭佑
駒田 圭佑（こまだ けいすけ、1990年12月18日 - ）は、日本のバトントワリング選手、バトントワラー。東京都生まれ自由が丘バトンクラブ所属。